# Véronique Vigneron
Véronique Vigneron es una deportista francesa que compitió en judo. Ganó una medalla en el Campeonato Mundial de Judo de 1984 y tres medallas en el Campeonato Europeo de Judo entre los años 1981 y 1983.

## Palmarés internacional
| Campeonato Mundial | Campeonato Mundial | Campeonato Mundial | Campeonato Mundial |
| Año                | Lugar              | Medalla            | Categoría          |
| ------------------ | ------------------ | ------------------ | ------------------ |
| 1984               | Viena (Austria)    | Medalla de bronce  | –72 kg             |
| Campeonato Europeo |                    |                    |                    |
| Año                | Lugar              | Medalla            | Categoría          |
| 1981               | Madrid (España)    | Medalla de bronce  | +72 kg             |
| 1982               | Oslo (Noruega)     | Medalla de bronce  | +72 kg             |
| 1983               | Génova (Italia)    | Medalla de plata   | –72 kg             |